# کوین مالاگا
کوین مالاگا (انگلیسی: Kévin Malaga؛ زادهٔ ۲۴ ژوئن ۱۹۸۷) بازیکن فوتبال اهل فرانسه است.
از باشگاه‌هایی که در آن بازی کرده‌است می‌توان به باشگاه فوتبال نیس، باشگاه فوتبال اوسر، باشگاه فوتبال نانیتون تاون، و باشگاه فوتبال کاونتری سیتی اشاره کرد.